# Nina Wahlström
Carolina Wilhelmina (Nina) Wahlström, född Skårman den 1 juni 1859 i Skara, död den 13 september 1941 i Uppsala, var en svensk tonsättare och musiklärare.
Wahlström studerade vid Kungliga Musikkonservatoriet för bland andra Hilda Thegerström. Hon var huvudsakligen verksam som musiklärare i Uppsala där hon också var elev till Ruben Liljefors.
Nina Wahlström var en flitig tonsättare av militärmarscher, men skrev även dansmusik för piano samt sånger. Damernas Musikblad skrev att hennes marscher Under blågul flagg och Lefve armén "hafva slagit mycket an och spelas ofta af militärorkestrar". Enligt Marschnytt nr 38 spelades Under blågul flagg midsommarafton 1916 av Livregementets grenadjärers musikkår som inledningsmarsch i en konsert i Örebro. Bland övriga marscher märks Gossar blå, Prins Wilhelm, Riddarvakt, Svensk lösen, Till häst!, Vapenbröder och Victoria.
Nina Wahlström är begravd på Uppsala gamla kyrkogård.

## Verk

### Pianoverk
- 4 Feuillets d'Album. Utgiven 1902 som nummer E. & S. 2016 av Elkan & Schildknecht, Stockholm.[6]

1. Moment musical
2. Chant sans paroles
3. Valse mélancolique
4. Mélodie

- 5 nya albumblad. Utgiven 1905 som nummer E. & S. 2216 av Elkan & Schildknecht, Stockholm.[7]

1. Serenad
2. Petite Valse
3. Polonäs
4. Primula veris
5. Titania. Polka de salon.

- Jäntblig. Hambo. Utgiven mellan 1906 och 1910 av Elkan & Schildknecht, Stockholm.[8]

#### Mazurka
- Pour toi! Mazurka de salon. Utgiven mellan 1885 av Elkan & Schildknecht, Stockholm.[8]

- Aura. Utgiven mellan 1901 och 1905 av Elkan & Schildknecht, Stockholm.[8]

#### Polka
- Gille-polka. Utgiven 1884 som nummer E. & S. 986 av Elkan & Schildknecht, Stockholm.[9]

- Tram, tram. Utgiven 1884 av Elkan & Schildknecht, Stockholm.[8]

- Merci! Utgiven 1885 av Elkan & Schildknecht, Stockholm.[8]

- Inga Lill. Hambopolska. Utgiven 1899 som nummer E. & S. 1790 av Elkan & Schildknecht, Stockholm.[10]

- Dag och Greta. Hambopolska. Utgiven mellan 1901 och 1905 av Elkan & Schildknecht, Stockholm.[8]

- På Grindstugan. Utgiven mellan 1906 och 1910 av Elkan & Schildknecht, Stockholm.[8]

- Upsalaluft. Uppfördes den 3 mars 1906 på Uppsala studentkårs bal. Utgiven 1906 som nummer E. & S. 2291 av Elkan & Schildknecht, Stockholm.[11]

- Gångtrall och polska. Utgiven 1916 av Åhlén & Åkerlund, Stockholm.[12]

#### Marsch
- Lefve Armén. Utgiven mellan 1901 och 1905 av Elkan & Schildknecht, Stockholm.[8]

- Under blågul flagg. Utgiven 1902 som nummer E. & S. 2021 av Elkan & Schildknecht, Stockholm.[13]

- Prins Wilhelm. Utgiven mellan 1906 och 1910 av Elkan & Schildknecht, Stockholm.[8]

- Svensk lösen. Tillägnad Upplands artilleriregementes musikkår. Utgiven 1906 som nummer E. & S. 2319 av Elkan & Schildknecht, Stockholm.[14]

- Victoria-Marsch. Utgiven 1906 som nummer E. & S. 2313 av Elkan & Schildknecht, Stockholm.[15]

- Gossar blå. Tillägnad musikdirektör Otto Trobäck. Utgiven 1909 som nummer E. & S. 2410 av Elkan & Schildknecht, Stockholm.[16]

#### Vals
- Valse mignonne.[17]

- Vårböljor. 1885 av Elkan & Schildknecht, Stockholm.[8]

- Visby-rosor. Tillägnad direktör R. Möller vid Berthelsens kapell. Utgiven 1899 som nummer E. & S. 1789 av Elkan & Schildknecht, Stockholm.[18]

- Vid Fyris. Tillägnad Fyris-kapellet. Utgiven 1903 som nummer E. & S. 2112 av Elkan & Schildknecht, Stockholm.[19]

- I sommartid. Tillägnad Uppsala konsert-kapell. Utgiven 1904 som nummer E. & S. 2174 av Elkan & Schildknecht, Stockholm.[20]

- Edelweiss. Bostonvals. Utgiven mellan 1906 och 1910 av Elkan & Schildknecht, Stockholm.[8]

### Sång och piano
- Tre visor vid piano. Text och musik av Nina Wahlström, tillägnade Davida Afzelius. Utgiven 1901 som nummer E. & S. 1942 av Elkan & Schildknecht, Stockholm.[21]

1. Till stjärnorna. Stjärnor som tindra.
2. Sof, sof! Sof, sof liten vän
3. Höst och vår. När löfven de gulna.

- Barcaroll Sakta i kvällens timma. Text och musik av Nina Wahlström. Utgiven mellan 1901 som nummer E. & S. 1980 av Elkan & Schildknecht, Stockholm.[22]

- Ljung ljung du fagra. Visa ur Vildmarksvisor och kärleksvisor av Erik Axel Karlfeldt för en röst vid piano. Utgiven mellan 1906 och 1910 av Elkan & Schildknecht, Stockholm.[8]